# Departamento de General Alvear (kommun i Corrientes)
Departamento de General Alvear är en kommun i Argentina.   Den ligger i provinsen Corrientes, i den nordöstra delen av landet, 700 km norr om huvudstaden Buenos Aires. Antalet invånare är 8 147. Arean är 2,0 kvadratkilometer.
Terrängen i Departamento de General Alvear är mycket platt.
Trakten runt Departamento de General Alvear består i huvudsak av gräsmarker. Runt Departamento de General Alvear är det mycket glesbefolkat, med 4 invånare per kvadratkilometer.